# August Storck
August Storck KG is een Duitse fabrikant van snoep en koek. Het hoofdkantoor staat in Berlijn. De belangrijkste fabriek van het bedrijf staat in Halle in Noordrijn-Westfalen, maar er zijn ook fabrieken in het Deense Skanderborg en in Ohrdruf in de deelstaat Thüringen.  

## Merken
De volgende producten zijn de bekendste van Storck, met het bijbehorende jaar van uitbrengen.
- Bendicks
- Campino (1966)
- Château chocolade (voor de Aldi)
- Chocolat Pavot
- Kaufrüchtchen
- Knoppers
- Mamba
- Milkfuls
- Minis zuckerfrei
- Merci
- Moser-Roth (voor de Aldi)
- Nimm2
- Riesen
- Toffifee
- Werther's Original